# التنعيم
التنعيمُ حيٌّ من أحياء مكة المكرمة، يقع بين مكة وسرف. وهو ميقات أهل مكة المكرمة لمن أراد العمرة.

## التاريخ
التنعيم هو موضع يقع بين مكة والمدينة المنورة. سمي بذلك لأنّ جبلاً عن يمينه يقال له نعيم، وآخر عن شماله يقال له ناعم، والوادي نعمان. يبعد عن مكة بفرسخين أو أربعة.

## الميقات
يعد مسجد السيدة عائشة والمعروف أيضا باسم مسجد التنعيم وجهة مشهور للحجاج، وخاصة من السكان المحليين الذين يبدأون حجهم أو عمرتهم من هذا الميقات وهذا هو المكان الذي أحرمت منه أم المؤمنين وأحب زوجات النبي صلى الله عليه وسلم إليه عائشة رضي الله عنها.
ولحديث عائشة الآتي: أن النبي محمد صلى الله عليه وسلم أمرها في العمرة أن تخرج إلى التنعيم، وتحرم بالعمرة منه لذلك يمثل هذا المسجد ميقاتاً أو مكاناً لارتداء الإحرام. ولهذا تم تجهيز مسجد التنعيم بعدد كبير من الحمامات ومرافق الاستحمام
ورد أنّه بني في المكان الذي أحرمت عائشة مسجداً، وقد مر المسجد بمراحل عديدة في بنائه، كما وذكر أن عبد الله بن محمد بن داود أمير مكة بناه في زمن المتوكل.

## الأحداث
عندما رجع النبي الأكرم من المعراج، كذّبوه مشركو قريش، فحدّثهم بتفاصيل ما واجهه مع القوافل التي مرّ بها في طريقه عند العودة، فخضعوا له وصدّقوه. كما وقتل في السنة الثالثة أو الرابعة للهجرة خبيب بن عدي وزيد بن دثنة الأنصاري في هذا المكان.
وفي سنة 60 للهجرة رأى الحسين بعد خروجه من مكة وتحديداً في منطقة التنعيم قافلة أقبلت من اليمن تحمل بضائع ثمينة من بحير بن ريسان إلى يزيد وكان عامله عليها، فأخذها الحسين وقال لأصحابها:
«من أحبَّ أن ينطلقَ معَنا إِلى العَراقِ، وفيناه كراءه، وأحسنّا صحبتَه، ومن أحبَّ أن يفارقَنا في بعضِ الطرّيقِ أعطيناه كراءً على قدرِ ما قطعَ منَ الطّريقِ»
ثم تابع الحسين مسير باتجاه الصفاح، وذكر البلاذري أن ثلاثة منهم أتوا مع الحسين إلى كربلاء.